# Конти, Джанниколо
Джанниколо Конти (итал. Giannicolò Conti; 1 июня 1617, Поли, Папская область — 20 января 1698, Анкона, Папская область) — итальянский куриальный кардинал. Вице-легат в Авиньоне с 23 декабря 1655 по 1 января 1659. Губернатор Рима и вице-камерленго Святой Римской Церкви с 20 ноября 1662 по 15 февраля 1666. Епископ Анконы и Уманы с 29 марта 1666 по 20 января 1698. Кардинал in pectore с 14 января 1664 по 15 февраля 1666. Кардинал-священник с 15 февраля 1666, с титулом церкви с титулом церкви Санта-Мария-ин-Траспонтина с 15 марта 1666 по 8 августа 1691. Кардинал-епископ Сабины с 8 августа 1691 по 20 января 1698.

## Биография
Родился в 1617 году в Поли. Выходец из аристократической семьи Конти. Сын Лотарио Конти, герцога Поли и Кларисы Орсини. Младший брат полководца Торквато Конти (1591—1636), соратника Валленштейна и Тилли.
Сам кардинал тоже не был чужд военного искусства. В начале 1640-х годов он, вместе с кардиналом Антонио Барберини-младшим, фактически руководил боевыми действиями папских войск против герцога Одоардо Фарнезе, в конфликте о принадлежности герцогства Кастро. 
После этого Конти был назначен вице-легатом в Авиньон (1655–1659). В Авиньоне он столкнулся с антидворянскими выступлениями, которые его предшественник не сумел подавить. Ловко маневрируя между враждующими сторонами, сумел, сочетая уступки с репрессиями,  примирить дворянство и горожан. Эта задача была сложной еще и потому, что вокруг Авиньона располагались крупные гугенотские ремесленные центры, а папская юрисдикция над Авиньоном вызывала всё большее неприятие французского двора. 
После возвращения в Италию, был назначен губернатором Рима (1662—1666). Был другом шведской королевы Кристины, проживавшей в Риме, которая выхлопотала  для него кардинальскую шапку. 
Кардинал-священник с 15 марта 1666 года с титулом церкви Санта-Мария-ин-Траспонтина. Кардинал-епископ Сабины с 8 августа 1691 года. Правящий епископ Анконы с 1666 по 1698 год. Управлял епархией Анконы, земли которой входили в состав Папской области, 32 года как духовный сеньор и фактический папский наместник. Сумел подавить народное восстание в 1674 году. Способствовал украшению кафедрального собора. После землетрясений 1688 и 1690 годов оказывал поддержку горожанам. 
Участник пяти конклавов. Большую часть остального времени предпочитал проводить в своей епархии (а не в Риме, как многие другие кардиналы). 
Скончался в 1698 году в Анконе.